# علي أباد (ريغستان)
علي أباد (بالفارسية: علی‌آباد) هي منطقة سكنية تقع في إيران في أصفهان.